# 장천초등학교 (경기)
장천초등학교는 대한민국 경기도 이천시에 있는 공립 초등학교이다.

## 학교 연혁
- 1941년 4월 1일: 설성국민학교 부설 대죽간이학교 설립
- 1944년 4월 6일: 장천국민학교 개교

## 참고 자료
- 장천초등학교 - 한국교육학술정보원 학교알리미